# Typhoon Generation
Typhoon Generation (台風ジェネレーション?, Taifuu Jienereshon) è un brano musicale del gruppo musicale giapponese Arashi, pubblicato come loro terzo singolo il 12 luglio 2000. Il brano è incluso nell'album Arashi No.1 Ichigou: Arashi wa Arashi o Yobu!, primo lavoro del gruppo. Il singolo ha raggiunto la terza posizione della classifica Oricon dei singoli più venduti in Giappone, vendendo 361.100.

## Tracce
CD Singolo PCCJ-00002
1. Typhoon Generation - 4:59
2. Asu Ni Mukatte Hoero (明日に向かって吠えろ) - 5:19
3. Typhoon Generation (Instrumental) - 4:59
4. Asu Ni Mukatte Hoero (Instrumental) - 5:19

## Classifiche
| Classifica (2000) | Posizione più alta |
| ----------------- | ------------------ |
| Giappone (Oricon) | 3                  |